# 馬斯科吉縣 (喬治亞州)
馬斯科吉縣（英語：Muscogee County）是美国喬治亞州西部的一個縣，西鄰亚拉巴马州，面積572平方公里。根據2020年美國人口普查，共有人口20萬6,922人。該縣成立於1826年12月11日，縣政府成立於1827年12月24日；1971年與原縣治哥倫布（Columbus）合併。縣名是克里克语（Creek）的自稱。